# Starac i more
Starac i more je roman Ernesta Hemingwaya, američkog književnika 20. stoljeća. Roman je napisan na Kubi 1951., a objavljen je 1952. Hemingway je za roman dobio Pulitzerovu nagradu 1953. i Nobelovu nagradu za književnost 1954. godine.

## Likovi
Starac i more je djelo sa svega nekoliko likova. Glavni likovi su starac Santiago i dječak Manolino.
Santiago je stari ribolovac koji živi u siromašnoj kolibi spavajući na starom madracu pokrivenom novinama. On već 84 dana izlazi na more i vraća se bez većeg ulova. Svi u naselju misle, da je starac "izgubio" ribolovačku sreću. Noću sanja lavove i želi se vratiti u vrijeme kada je bio prvak u obaranju ruku i vrstan ribolovac.
Manolino je jedini pravi prijatelj Santiaga. Zajedno su 40 dana lovili ribu, ali kako nije bilo ulova Manolinovi roditelji su odlučili poslati ga na brod koji ima više sreće.

## Sadržaj
Nakon 84 dana lošeg ulova, Santiago odlučuje zaploviti u potrazi za ribom. Izlazi na oceansku pučinu, ploveći dalje nego obično. Poslije duge plovidbe počinje očajavati, jer nema ulova. Sasvim neočekivano uspijeva uloviti ribu, mnogo veću nego što je i pomislio. Međutim, ne može je ubiti i izvući na brod, nego pušta da ga riba odvuče daleko na pučinu. Poslije 3 dana riba je popustila i on uspijeva ubiti je i privezati za svoju barku jer je nije mogao izvući na nju. Krv ribe privukla je morske pse, koji su počeli otkidati komade ribe. Morski psi jeli su njegovu ribu sve dok nije preostao samo kostur. Kada je stigao na obalu svi su se divili njegovom ulovu iako je ostao samo kostur koji je bio veći, nego što su ikada vidjeli.